# آزادسازی اقتصادی
آزادسازی اقتصادی یا آزادسازی اقتصادی ، کاهش مقررات و محدودیت‌های دولتی در یک اقتصاد در ازای مشارکت بیشتر نهادهای خصوصی است. در سیاست، این دکترین با لیبرالیسم کلاسیک و نئولیبرالیسم همراه است. آزادسازی به طور خلاصه «حذف کنترل‌ها» برای تشویق توسعه اقتصادی است.
بسیاری از کشورها مسیر آزادسازی اقتصادی را در دهه های ۹۸۰، ۹۹۰ و قرن بیست و یکم با هدف حفظ یا افزایش رقابت پذیری خود به عنوان محیط های تجاری دنبال کرده اند. سیاست‌های آزادسازی ممکن است یا اغلب شامل خصوصی‌سازی جزئی یا کامل مؤسسات دولتی و دارایی‌های دولتی ، انعطاف‌پذیری بیشتر در بازار کار ، نرخ‌های مالیات پایین‌تر برای کسب‌وکارها، محدودیت‌های کمتر بر سرمایه داخلی و خارجی، بازارهای باز و غیره باشد. تونی بلر، نخست‌وزیر سابق بریتانیا، در حمایت از آزادسازی نوشت: «موفقیت به شرکت‌ها و کشورهای مدرنی می‌رسد که با تغییرات آهسته هستند، شکایت می‌کنند. دولت‌ها باید اطمینان حاصل کنند که کشورهای ما می‌توانند با این چالش مقابله کنند.» 
در کشورهای در حال توسعه، آزادسازی اقتصادی بیشتر به آزادسازی یا "باز کردن" بیشتر اقتصادهای مربوطه به روی سرمایه و سرمایه گذاری خارجی اشاره دارد. سه تا از سریع ترین اقتصادهای در حال توسعه امروزی؛ برزیل، چین و هند در چند سال یا دهه گذشته به رشد اقتصادی سریعی دست یافته‌اند، تا حدی از آزادسازی اقتصاد خود به سرمایه خارجی. 
امروزه بسیاری از کشورها، به ویژه کشورهای جهان سوم، احتمالاً چاره ای جز «آزادسازی» اقتصاد خود برای رقابت در جذب و حفظ سرمایه گذاری های داخلی و خارجی خود ندارند. این به عنوان عامل TINA نامیده می شود که مخفف عبارت " جایگزینی وجود ندارد " است. به عنوان مثال، در چین پس از انقلاب فرهنگی ، اصلاحات انجام شد.  به طور مشابه، در فیلیپین ، پیشنهادهای مناقشه برانگیز برای تغییر منشور شامل اصلاح مقررات اقتصادی محدودکننده قانون اساسی ۹۸۷ آنها است. 
با این معیار، نقطه مقابل یک اقتصاد آزاد شده، اقتصادهایی مانند اقتصاد کره شمالی با سیستم اقتصادی «خودکفا» است که به روی تجارت و سرمایه گذاری خارجی بسته است (رجوع کنید به خودکامگی ). با این حال، کره شمالی کاملاً از اقتصاد جهانی جدا نیست، زیرا به طور فعال از طریق داندونگ ، یک بندر مرزی بزرگ، با چین تجارت می‌کند و از کشورهای دیگر در ازای صلح و محدودیت در برنامه هسته‌ای آنها کمک دریافت می‌کند.   نمونه دیگر کشورهای نفت خیز مانند عربستان سعودی و امارات متحده عربی است ، که نیازی به باز کردن بیشتر اقتصاد خود برای سرمایه‌گذاری و سرمایه‌گذاری خارجی نمی‌دانند، زیرا ذخایر نفتی آن‌ها درآمدهای صادراتی عظیمی را برای آنها فراهم می‌کند.
آزادسازی اقتصادی برای مقررات زدایی داخلی و آزادسازی تجاری مانند تجارت آزاد اعمال می‌شود.

## مزایای بالقوه
آزادسازی این فرصت را برای بخش خدمات فراهم می کند تا در سطح بین المللی رقابت کند و به رشد تولید ناخالص داخلی و تولید ارز کمک کند. به این ترتیب، صادرات خدمات بخش مهمی از استراتژی های رشد بسیاری از کشورهای در حال توسعه است. خدمات فناوری اطلاعات هند در سطح جهانی رقابتی شده است زیرا بسیاری از شرکت ها برخی از وظایف اداری را به کشورهایی که هزینه ها (به ویژه دستمزدها) کمتر است، برون سپاری کرده اند. علاوه بر این، اگر ارائه‌دهندگان خدمات در برخی از اقتصادهای در حال توسعه به اندازه کافی رقابتی برای موفقیت در بازارهای جهانی نباشند، شرکت‌های خارج از کشور جذب سرمایه‌گذاری می‌شوند و «بهترین شیوه‌ها» بین‌المللی و مهارت‌ها و فناوری‌های بهتر را به همراه خواهند داشت.  ورود ارائه دهندگان خدمات خارجی می تواند یک تحول مثبت و همچنین منفی باشد. به عنوان مثال، می تواند منجر به خدمات بهتر برای مصرف کنندگان داخلی، بهبود عملکرد و رقابت پذیری ارائه دهندگان خدمات داخلی و همچنین جذب سرمایه مستقیم خارجی / سرمایه خارجی به داخل کشور شود. در واقع، برخی تحقیقات نشان می دهد که کاهش ۵۰ درصدی موانع تجارت خدمات در یک دوره ۵-۰  ساله باعث ایجاد سود جهانی در رفاه اقتصادی حدود ۲۵۰ دلار می‌شود. میلیارد در سال 
مناطق تجاری ترجیحی می توانند دموکراتیزه شدن را هنگام تجارت بین سایر دموکراسی ها افزایش دهند. 

### کاهش فقر
طرفداران آزادسازی اقتصادی استدلال می‌کنند که این سیاست به کاهش فقر منجر می‌شود. با این حال، برخی دیگر معتقدند که به‌دلیل اجرای آزادسازی اقتصادی، فقر در جهان نه‌تنها کاهش نیافته بلکه افزایش یافته است، و داده‌های ارائه‌شده توسط بانک جهانی که کاهش فقر را نشان می‌دهد، دارای نقص‌هایی است. آن‌ها همچنین بر این باورند که گسترش حمایت از حقوق مالکیت به فقرا، یکی از مهم‌ترین استراتژی‌هایی است که یک کشور می‌تواند برای کاهش فقر اجرا کند. تأمین حقوق مالکیت برای زمین، که بزرگ‌ترین دارایی در بسیاری از جوامع است، برای آزادی اقتصادی آن‌ها حیاتی است. بانک جهانی نتیجه‌گیری می‌کند که افزایش حقوق مالکیت زمین، 'کلید کاهش فقر' است، زیرا این حقوق به‌طور قابل‌توجهی ثروت افراد فقیر را افزایش می‌دهد و در برخی موارد آن را دو برابر می‌کند. تخمین زده می‌شود که به‌رسمیت شناختن دولتی اموال فقرا، دارایی‌هایی به ارزش ۴۰ برابر کل کمک‌های خارجی از سال ۱۹۴۵ به آن‌ها می‌دهد. اگرچه رویکردها متفاوت است، بانک جهانی بیان می‌کند که مسائل کلیدی، امنیت مالکیت و اطمینان از کم‌هزینه بودن معاملات زمین است. در چین و هند، کاهش قابل‌توجه فقر در دهه‌های اخیر عمدتاً به‌دلیل کنار گذاشتن کشاورزی جمعی در چین و کاهش بوروکراسی دولتی در هند بوده است.

### خطرات بالقوه
آزادسازی تجارت خطرات قابل توجهی را به همراه دارد که مدیریت اقتصادی دقیق را از طریق مقررات مناسب توسط دولت ها ضروری می کند. برخی استدلال می‌کنند که ارائه‌دهندگان خارجی ارائه‌دهندگان داخلی را کنار می‌زنند و به جای اینکه منجر به سرمایه‌گذاری و انتقال مهارت‌ها شود، به ارائه‌دهندگان و سهامداران خارجی این امکان را می‌دهد که «سود را برای خود بگیرند و پول را از کشور خارج کنند».  بنابراین، اغلب استدلال می‌شود که حمایت لازم است تا به شرکت‌های داخلی فرصت توسعه قبل از قرار گرفتن در معرض رقابت بین‌المللی داده شود. این موضوع توسط انسان شناس ترویو نیز پشتیبانی می شود که استدلال می کند که سیستم بازار فعلی اصلاً یک بازار آزاد نیست، بلکه یک بازار خصوصی شده است (IE، بازارها را می توان «خرید» کرد). سایر خطرات بالقوه ناشی از آزادسازی عبارتند از:
- خطرات بی ثباتی بخش مالی ناشی از سرایت جهانی [۱۸]
- خطر فرار مغزها [۱۸]
- خطر تخریب محیط زیست [۱۸]
- خطر مارپیچ بدهی به دلیل کاهش درآمد مالیاتی در میان سایر مشکلات اقتصادی (اغلب به تجدید ساختار صندوق بین المللی پول مرتبط است، اگرچه دولت ایالتی در کانزاس در حال حاضر با این مشکل مواجه است). [۱۹]
- خطر افزایش نابرابری در بین نژاد، قومیت، یا جنسیت. به عنوان مثال، به گفته انسان شناس لیلو ابولغود، ما شاهد افزایش نابرابری جنسیتی در بازارهای جدید هستیم، زیرا زنان فرصت های کاری را که قبل از آزادسازی بازار وجود داشت، از دست می دهند.

با این حال، محققان در اندیشکده‌هایی مانند مؤسسه توسعه خارج از کشور استدلال می‌کنند که مزایای آن بیشتر از خطرات است و آنچه لازم است مقررات دقیق است.  به عنوان مثال، این خطر وجود دارد که ارائه‌دهندگان خصوصی سودآورترین مشتریان را از بین ببرند و خدمات رسانی به گروه‌های غیرسودآور مصرف‌کنندگان یا مناطق جغرافیایی را متوقف کنند. با این حال، چنین نگرانی هایی را می توان از طریق مقررات و با تعهدات خدمات جهانی در قراردادها یا در صدور مجوز برای جلوگیری از وقوع چنین وضعیتی برطرف کرد. البته این خطر را به همراه دارد که این مانع ورود رقبای بین المللی را از ورود به بازار منصرف کند. نمونه هایی از چنین رویکردی عبارتند از منشور بخش مالی آفریقای جنوبی یا پرستاران هندی که حرفه پرستاری را در خود هند ترویج کردند، که منجر به رشد سریع تقاضا برای آموزش پرستاری و پاسخ عرضه مرتبط شده است. 
تجارت بین خودکامه ها و دموکراسی ها می تواند عقب نشینی دموکراتیک را افزایش دهد.  Wandel durch Handel یا "تغییر از طریق تجارت" به دلیل تامین مالی غیرمستقیم رژیم های خودکامه مورد انتقاد قرار گرفته است. 

## بر اساس منطقه
- آزادسازی اقتصادی در هند
- آزادسازی اقتصادی در میانمار
- آزادسازی اقتصادی در پاکستان
- اثرات آزادسازی اقتصادی بر آموزش در تاجیکستان
- ببر بالتیک (استونی، لتونی، لیتوانی، ح. ۲۰۰۰ تا کنون)
- اقتصاد کوبا از سال ۱۹۹۴  شروع شد و تحت رهبری رائول کاسترو شتاب گرفت
- رونق اقتصادی اندونزی ، شروع پس از جدایی تیمور شرقی در سال ۱۹۹۹ با آغاز قرن بیست و یکم.

### نمونه های تاریخی
- تجارت دوکس
- آزادسازی اقتصادی در دوران پس از جنگ جهانی دوم
- اصلاحات اقتصادی چین
- پرسترویکا (اتحاد شوروی)
- تاریخ اقتصادی برزیل در دهه های ۱۹۸۰ و ۱۹۹۰
- معجزه شیلی
- Đổi Mới (ویتنام)

## همچنین ببینید
- بانک توسعه چندجانبه
- صندوق بین المللی پول (IMF)
- بانک جهانی (WB)
- بانک توسعه آسیایی (ADB)
- بانک توسعه جدید
- سرمایه داری
- لیبرالیسم اقتصادی
- دموکراسی و رشد اقتصادی
- جهانی شدن
- تئوری تجارت بین الملل
- آزادسازی

## نمونه‌های تاریخی
- پرسترویکا (اتحاد شوروی)
- معجزه شیلی
- اصلاحات اقتصادی کوبا در دورهٔ صدارت رائول کاسترو